# تاکاشی هیرانو
تاکاشی هیرانو (به انگلیسی: Takashi Hirano) بازیکن فوتبال اهل ژاپن و عضو تیم ملی فوتبال ژاپن است که در تاریخ ۰۸ ژوئن ۱۹۹۷ میلادی اولین بازی ملی‌اش را انجام داد. او در ۱۵ بازی ملی حضور داشت و آخرین بازی ملی خود را در تاریخ ۲۰ فوریه ۲۰۰۰ میلادی انجام داد. تاکاشی هیرانو در بازی‌های ملی‌اش
۴ گل به ثمر رساند.